# Paramonacanthus matsuurai
Paramonacanthus matsuurai es una especie de peces de la familia Monacanthidae en el orden de los Tetraodontiformes.

## Morfología
- Los machos pueden llegar alcanzar los 10,6 cm de longitud total.
- Número de  vértebras: 19.[1]

## Hábitat
Es un pez de mar y de clima templado y demersal.

## Distribución geográfica
Se encuentra desde las islas Ogasawara hasta el sur del Japón.

## Observaciones
Es inofensivo para los humanos.